# 나카무라 소타
나카무라 소타(일본어: 中村 草太, 2002년 10월 15일 ~ )은 일본의 축구 선수로 포지션은 공격수이며 현재 J1리그 산프레체 히로시마 소속이다.

## 국가대표팀 경력
그는 2025년 EAFF E-1 풋볼 챔피언십에 참가할 일본 국가대표팀에 발탁되었으며, 7월 8일 홍콩와의 경기에서 데뷔, 1득점을 넣었다. 대회 우승을 차지했다.